# Ameerega yoshina
Espèce
Statut CITES
Ameerega yoshina est une espèce d'amphibiens de la famille des Dendrobatidae.

## Répartition
Cette espèce est endémique du Pérou. Elle se rencontre dans la cordillère Azul dans la région de San Martin et dans la Serranía de Contamana dans la région de Loreto.

## Publication originale
- Brown & Twomey, 2009 : Complicated histories: three new species of poison frogs of the genus Ameerega (Anura: Dendrobatidae) from north-central Peru. Zootaxa, no 2049, p. 1-38.